# ジェネラル・ルージュの凱旋
『ジェネラル・ルージュの凱旋』（ジェネラル・ルージュのがいせん）は、2007年4月に宝島社から刊行された海堂尊の長編小説。

## 概要
『田口・白鳥シリーズ』の第3作目。今回の作品では救命救急センターの部長・速水晃一の活躍と彼に掛けられた収賄疑惑に纏わる謎を主題に扱った物語となっている。
本作は著者が執筆時に原稿が1,000枚を超え上下巻になると見越していた『ナイチンゲールの沈黙』から分離して生まれた作品である。このような構成になったのは、『ナイチンゲールの沈黙』が上下巻になるのを編集部が許さず、編集者の「二つに分けよう」という提案があったため。内容は『ナイチンゲールの沈黙』と時系列は同一で、『ナイチンゲールの沈黙』の事件や出来事と並行して起きているストーリーを展開している。
執筆時のBGMは、BUMP OF CHICKEN「カルマ」。

## ストーリー
歌手の水落冴子が大量吐血で「東城大学医学部付属病院」に運び込まれ、救命救急センターの看護師・如月翔子の判断で、神経内科病棟のVIP病室・通称「ドア・トゥ・ヘブン」への受け入れに成功していた同じ頃、田口の元には、救命救急のエース・速水晃一が医療業者「メディカル・アソシエイツ」と癒着しているという内部告発文が届いていた。事態を重く見た田口は院長・高階に相談した末、高階の提案でこの問題を倫理問題審査委員会（エシックス・コミティ）に委任することになった。だがエシックス・コミティは世間を震撼させた「バチスタ・スキャンダル」以降、田口と浅からぬ因縁を持っていた。
田口が、エシックス・コミティへの書類作成や小児科患者への不定愁訴外来で多忙になる中、告発文を巡る問題は厚労省の白鳥の介入や、当事者の速水を巻き込んだ複雑な問題へと発展していく。

## 登場人物
浜田小夜、猫田麻里、権堂昌子、水落冴子はナイチンゲールの沈黙#登場人物を参照。
田口公平
東城大学付属病院神経内科学教室講師、不定愁訴（グチ）外来責任者。リスクマネジメント委員会委員長。電子カルテ導入委員会委員長。40代。渾名は「グッチー」、「行灯」。
白鳥圭輔
厚生労働省大臣官房秘書課付技官・医療過誤死関連中立的第三者機関設置推進準備室室長。「火喰い鳥」「ロジカルモンスター」の異名を持つ。
高階権太
東城大学医学部付属病院病院長。小柄なロマンスグレーで剛腕、白鳥曰く「タヌキ」、「アホウドリ」。昔の渾名、「ゴンちゃん」と呼べるのは藤原看護師のみ。
藤原真琴
不定愁訴外来専任看護師、元看護師長。年齢は60ちょっと過ぎ、年齢よりは若く見える。あだ名は「地雷原」「マコちゃん」「マコリン」。
兵藤勉
東城大学医学部付属病院神経内科学教室医局長兼助手。院内の情報通で渾名は「廊下トンビ」「歩く拡声器」。
島津吾郎
東城大学医学部付属病院放射線科助教授。小児科の子供達からの渾名は「がんがんトンネル魔人」。Aiの研究を推進しようとするが、エシックス・コミティの反対に遭い妨害されている。
黒崎誠一郎
臓器統御外科教授。リスクマネジメント委員会副委員長。速水からは「黒ナマズ」と呼ばれている。

### 東城大学医学部付属病院オレンジ新棟救命救急センター
速水晃一
東城大学医学部付属病院救命救急センター部長。「ジェネラル・ルージュ（血まみれ将軍）」の異名を持ち、オレンジ新棟を取り仕切る暴君。田口とは友人。いつもチュッパチャプスを舐めている。
如月翔子
救命救急センター看護師。オレンジ二階小児科看護師・浜田小夜とは同期で仲がいい。小夜とは対照的に学業の成績は芳しくなかったが、実技の腕は高い。快活でノリのいい性格だが、勝気な部分もあり、上司でも物怖じせずに率直に意見し、時に周囲を振り回す行動を取ることから「ICUの爆弾娘」の渾名を付けられている。速水に対し、ほのかな恋心を抱いている。美男子愛好同盟・ネット検索エンジン本部長を自称し、美男子の鑑定を娯楽としている。
『医学のたまご』ではオレンジ新棟小児科治療センター看護師長を務めている。
花房美和
救命救急センター看護師長。田口宛に届いた告発文では速水と共に癒着に関わっているとされている。外科、整形外科、循環器内科そして手術室勤務という華やかな経歴を持った東城大学看護課のエースで「将軍の近衛兵」と称されるICU病棟を取り仕切る。現総師長の松井の直系で猫田とは次期総師長候補を争うライバル、先輩である猫田のことを意識している。年齢は40代だが年齢を感じさせず、隙のない身だしなみで気品が漂う風貌が特徴。重大な決断を思い切って決められる潔さも所以して、「ハヤブサ」と呼ばれている。彼女も速水に想いを寄せている。現場で物怖じしない発言をし、その上速水に同じく好意を抱き速水に注目されている翔子に頭を悩ませている。
佐藤伸一
救命救急センター副部長代理。本来の副部長である五十嵐が休職中のため実質救命救急センターのNo.2、事務全般も受け持っている。速水から厳しい指導を受けており、兵藤情報によるとその指導に不満を抱いている模様。会話の合間に寒い駄洒落を挟むのが口癖。
姫宮香織
直属の組織の命を受け、高階を経由してICUに看護研修にやって来た看護師見習い。現場では数々の失敗を繰り返すことから「ミス・ドミノ」と呼ばれている。看護学校出身ではないため、看護経験は皆無だがAiに造詣があるなど医学知識を持ち合わせている。
実は国家公務員試験をトップで通過し抜擢された白鳥の部下で、厚生労働省大臣官房秘書課付医療技官・医療過誤死関連中立的第三者機関設置推進準備室室長補佐という身分。通称「氷姫」「ターミネーター」。
森野弥生
翔子の5年先輩の救命救急センター看護師。久保とは同期の間柄だが性格は対照的。体型はふくよかだが俊敏、茫洋な雰囲気の持ち主。翔子の良き理解者で何かと親身になってくれている。
久保圭子
救命救急センター看護主任。翔子のことを快く思わっておらず、嫌味な態度を取る。なおかなりやせている。また翔子の株を下げるために黙視していた。

### エシックス・コミティ（倫理問題審査委員会）
前リスクマネジメント委員会委員長の曳地が半年前に創立した、研究や医療問題全般の倫理問題を審査する委員会。ここでの審議案件は優に三十件を超えているが、原則を遵守する余り審議に通った課題は未だゼロのため、臨床医からの評判は悪い。一方であちこちに息が掛かった医師達がいるため、情報収集力そのものは高い。
メンバーは曳地シンパで構成され、田口が「バチスタ・スキャンダル」の際に曳地に恥をかかせたことからの因縁で高階からは「対田口リベンジチーム」と評されている。
沼田泰三
東城大学医学部付属病院精神科助教授、エシックス・コミティ委員長。曳地と親交が深く、曳地から委員長を直々に任命されたことからも曳地の後継者と目されている。頭が切れる原則論主義者で、原則に則った論理的に重箱の隅を突くような言動で相手を攻撃する陰湿さを持つ。曳地と因縁のある田口を目の敵にし、「愚痴外来が精神科の領域を侵犯している」など田口を非難している。
三船
東城大学医学部付属病院事務長、エシックス・コミティ委員も務める。厚生労働省の肝いりで病院経営コンサルタントから派遣された医療経済配分のスペシャリストでアメリカ帰りの切れ者。厚生労働省出身でもあり、白鳥はかつての先輩。莫大な資金が必要なドクターヘリ導入に反対し、速水と対立する。
野村勝
エシックス・コミティの外部委員、桜永弁護士事務所の弁護士。「医療過誤問題を検討する市民審査会」に民間代表として所属し、白鳥とは面識がある。
中野美佐子
エシックス・コミティの外部委員、桜宮女子短期大学倫理学教授。
神田
エシックス・コミティ委員、放射線科放射線科主任技師。
権堂昌子
エシックス・コミティ委員、小児科病棟看護主任。
日垣
呼吸器内科講師、曳地の直系。教室での出世頭だが、臨床センスに乏しい上、病棟での評判も良好でなく患者が愚痴外来送りになった経験がある。
谷村
循環器内科講師。日垣と同様の評判と経験を持つ。
工藤
精神科講師、沼田の腰巾着。
曳地均
呼吸器内科学教室助教授、前リスクマネジメント委員会委員長。「バチスタ・スキャンダル」の後処理で田口や高階に面目を潰されたことでリスクマネジメント委員会を辞職後、高階が入り込む余地もないエシックス・コミティを創り上げた。

## 書籍情報
- ハードカバー：2007年4月9日発売[1]、宝島社、ISBN 978-4-7966-5754-9
- 文庫版（上）：2009年1月8日発売[3]、宝島社文庫、ISBN 978-4-7966-6767-8
- 文庫版（下）：2009年1月8日発売[4]、宝島社文庫、ISBN 978-4-7966-6769-2
- 文庫新装版：2016年1月8日発売[5]、宝島社文庫、ISBN 978-4-8002-4908-1

## 映画
2008年12月1日に『チーム・バチスタの栄光』（映画版）の続編として、2009年3月に劇場公開されることが発表、2009年3月7日に公開された。前作同様に竹内結子・阿部寛主演、中村義洋監督で製作され、速水晃一役を堺雅人が演じる。
この作品で、堺雅人は、第33回日本アカデミー賞 優秀助演男優賞を受賞している。
映画版では速水の収賄疑惑以外にも殺人の要素が付加され、原作よりも白鳥の出番が増えており、原作とは若干異なる展開となっている。

### キャスト
- 田口公子 - 竹内結子
- 白鳥圭輔 - 阿部寛
- 速水晃一 - 堺雅人
- 花房美和 - 羽田美智子
- 佐藤拓馬 - 山本太郎
- 沼田利博 - 高嶋政伸
- 三船啓二 - 尾美としのり[注 2]
- 如月翔子 - 貫地谷しほり
- 磯部信也 - 正名僕蔵
- 小峰小太郎 - 林泰文
- 川村明 - 中林大樹
- 二宮直行 - 大塚幸汰
- 山本（リハビリ担当） - 長江英和
- 井川 - 並樹史朗
- 中島 - 岡安泰樹
- 市川（田口の患者）- 河原さぶ
- 江波（田口の患者）- 山田スミ子
- 亜希子（自殺願望の患者） - 黒瀬真奈美
- サラリーマン風の男 - 中村有志
- 野村勝（弁護士） - 伊藤正之
- 庄司（田口の患者）- 市野世龍
- 病院事務スタッフ - 根本美緒
- 三船の妻 - 古川りか
- 三船の娘 - 朝田帆香
- 事故現場のレポーター（声） - 堀井美香（TBSアナウンサー）
- 事故現場のレポーター - 吉井歌奈子
- 村上教授 - 加藤雄二
- 女性患者 - 大島久枝
- 五十嵐教授 - 天田将行
- その他 - 小林きな子、浜菜みやこ、澤山薫、安田裕、諸田真実、渋谷昌己、聖乃ゆみこ、吉原朱美、當島未来、高橋裕美、得田舞美、須藤啓一
- 垣谷雄次 - 佐野史郎
- 酒井利樹 - 玉山鉄二
- 藤原真琴 - 野際陽子
- 黒崎誠一郎 - 平泉成
- 高階権太 - 國村隼

### スタッフ
- エグゼクティブプロデューサー - 間瀬泰宏
- 企画 - 市川南
- プロデューサー - 佐倉寛二郎、山内章弘、佐藤毅
- 監督 - 中村義洋
- 脚本 - 斉藤ひろし、中村義洋
- 撮影 - 佐々木原保志
- 照明 - 祷宮信
- 美術 - 金勝浩一
- 録音 - 横溝正俊
- 編集 - 阿部亙英
- 音楽 - 佐藤直紀
- 主題歌 - EXILE「僕へ」（rhythm zone）作詞：ATSUSHI / 作曲・編曲：春川仁志
- 医療監修 - 堤晴彦
- 法律監修 - 秋山洋
- 現像 - 東京現像所
- スタジオ - 東宝スタジオ
- 撮影協力 - 岐阜フィルムコミッション、多治見フィルムエンジン、日本ラインフィルムコミッション、名古屋観光コンベンションビューロー、なごやロケーションナビ、名古屋国際会議場、名古屋市、中日本航空、相模原市都市整備公社、相模原フィルムコミッション、秦野市観光協会、東京電機大学 ほか
- インターンシップ協力 - 名古屋学芸大学
- 特別協力 - 岐阜大学医学部附属病院、埼玉医科大学総合医療センター、埼玉医科大学国際医療センター
- 制作プロダクション - クロスメディア
- 制作協力 - 東宝映像制作部
- 製作 - 「ジェネラル・ルージュの凱旋」製作委員会（TBSテレビ、東宝、このミス!大賞連合、毎日放送、中部日本放送、RKB毎日放送、北海道放送、S・D・P、朝日新聞社、TCエンタテインメント、クロスメディア）

### 受賞
- 第33回日本アカデミー賞[8]
  - 優秀助演男優賞 - 堺雅人

## テレビドラマ
関西テレビとメディアミックス・ジャパン（MMJ）の共同制作により、フジテレビ系列で2010年4月6日から同年6月22日まで毎週火曜日22時 - 22時54分に伊藤淳史主演の『チーム・バチスタの栄光』のチーム・バチスタ第2シリーズとして、『チーム・バチスタ2 ジェネラル・ルージュの凱旋』のタイトルで連続ドラマが放送された。

## 漫画
高遠るいの作画によりコミカライズされている。

### 書籍情報（漫画）
- 単行本：2009年2月21日発売[10]、宝島社、ISBN 978-4-7966-6818-7
- 漫画文庫版：2012年7月5日発売[11]、宝島社文庫、ISBN 978-4-7966-9977-8